# Andrew Lees
Andrew Lees (Melbourne, Victoria; 10 de junio de 1985) es un actor australiano, más conocido por haber interpretado a Chase Callagher en Rescue Special Ops.

## Biografía
Andrew tiene una hermana. En 2005 se unió a la prestigiosa escuela de teatro National Institute of Dramatic Art "NIDA" de donde se graduó en 2007.

## Carrera
Andrew trabajó en obras de teatro como Poster Girl, The Silver Donkey, The Game of Love, Chance, Sweet Charity, Romeo and Juliet, A Midsummer Night's Dream, esta última fue dirigida por Eamon Flak y se presentó en el teatro Belvoir.
En 2008 dio vida a Nathan Cunningham en la exitosa serie australiana Home and Away.
En 2009 se unió al elenco principal de la serie Rescue Special Ops, donde interpretó al oficial y paramédico de la unidad de rescate Chase Gallagher, hasta el final de la serie el 5 de septiembre de 2011.
En 2010 apareció como personaje recurrente en la miniserie The Pacific donde interpretó al soldado Robert Oswalt. Ese mismo año apareció en el corto The Talk, dirigido por Abe Forsythe.
En 2015 participó en la serie de Los Originales, donde interpreta a Lucien Castle el primer vampiro de la línea de sangre de Klaus Mikaelson, pero solo llega a esa temporada ya que al declararle la guerra a Klaus muere.

## Filmografía
Series de televisión
| Año         | Título              | Personaje             | Notas                   |
| ----------- | ------------------- | --------------------- | ----------------------- |
| 2013        | Dance Academy       | Wes Cooper            | 6 episodios             |
| 2009 - 2011 | Rescue Special Ops  | Chase Gallagher       | 48 episodios            |
| 2010        | The Pacific         | Robert Oswalt         | miniserie - 3 episodios |
| 2006, 2010  | H2O: Just Add Water | Ryan                  | 7 episodios             |
| 2009        | City Homicide       | Oficial Jake Lockwood | episodio "Rage"         |
| 2008        | Home and Away       | Nathan Cunningham     | 4 episodios             |
| 2015        | The Originals       | Lucien Castle         | Personaje recurrente    |

Películas
| Año  | Título                  | Personaje         | Notas |
| ---- | ----------------------- | ----------------- | --- |
| 2014 | The 34th Battalion      | Val               | junto a Emilie de Ravin, Luke Hemsworth, Claire van der Boom, Ashley Zukerman, Vince Colosimo, Les Hill & Khan Chittenden |
| 2014 | Carlotta                | -                 | junto a Jessica Marais, Eamon Farren, Socratis Otto, Alex Dimitriades, Gigi Edgley, Ryan Johnson & Damian de Montemas     |
| 2013 | Australian Pilot Season | Actor Australiano | corto - junto a Brian Guest, Anthony Hemingway, Paul Rae & Jennifer Cooper                                                |
| 2010 | The Talk                | Hombre            | corto - junto a Clare Bowen                                                                                               |
| 2007 | Flame of the West       | Davo              | corto - junto a Hannah Cowley                                                                                             |

## Premios y nominaciones
| Año  | Categoría                 | Premio | Serie | Resultado |
| ---- | ------------------------- | ------ | ----- | --------- |
| 2010 | CLEO Bachelor of the Year | -      | -     | Nominado  |